# Битољски партизански одред Пелистер
Битољски народноослободилачки партизански одред „Пелистер“ био је формиран изнад села Лавци, Битољ, 22. априла 1942. године. То је била прва партизанска јединица формирана у Битољском округу. У саставу одреда налазио се 21 борац. Одред је углавном обучавао борце.
1. маја, командант одреда Ђорђи Наумов са још двојицом борца, Николом Георгијевским и Стефаном Трајковским, удаљио се из логора и пао у руке бугарској патроли. Одред се повукао дубље у шуму, али је 3. маја био опкољен од бугарске војске. Услед хапшења и слања бораца на успостављање везе, одред је у време битке бројао 12 бораца (Димитар Николовски, Јошка Јорданоски - Сандански, Ордан Михајлоски, Елпида Караманди, Мара Јосифовска и Димче Хаџипоповски). и ухапшена је Венда Христова. Ухапшено је укупно 11 бораца, а преостала четири борца успела су да пређу у илегалу у Битољу. У борби бугарска војска и полиција имали су око 30 мртвих и рањених.
Борба одреда са бугарском војском опевана је у познатој партизанској песми „Таму ле мајко, код Битоља“, коју је написао Ири Демировски 1950. године.

## Борци
У саставу одреда су били:
- Ђорђи Наумов, командант одреда
- Димитар Николовски - Таки Даскало, политички комесар
- Тодор Ангеловски - Тошо Даскало
- Петар Божиновски - Кочо
- Блаже Димитровски-Рогозинаро
- Тома Димитровски - Томаки
- Никола Георгиевски - Никлетсот
- Александар Живковски - Цане
- Томе Илиевски - Поштар
- Јоска Јорданоски - Сандански
- Мара Јосифоска - Ђурђа
- Елпида Караманди - Бисер
- Киро Крстески - Платилац
- Ордан Михајлоски - Оцка
- Андон Попандоновски
- Мица Попандонова
- Веле Стојановски - Фурнађивчето
- Стево Трајковски-Тефика
- Димче Хаџипоповски
- Лазо Хаџипоповски - Пламен
- Венда Христова - Доста